# Johannisfriedhof (Dresden)
O segundo Johannisfriedhof de Dresden está localizado no bairro Tolkewitz na Wehlener Straße. Com 24,6 hectares foi até a instalação do Heidefriedhof em 1934 o maior cemitério da cidade.

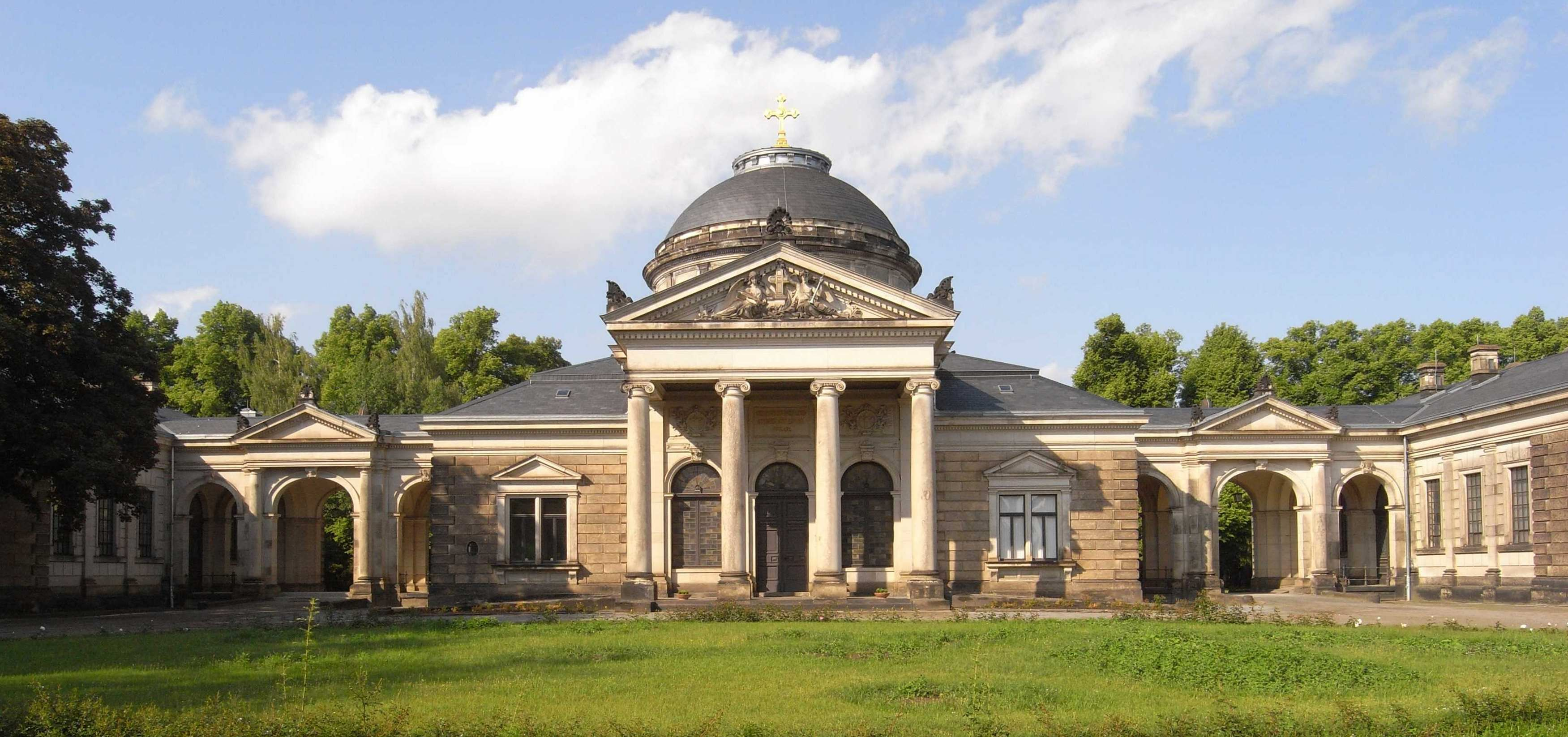
Capela do Johannisfriedhof, obra do arquiteto Paul Wallot, 1894

## História

### O antigo Johanniskirchhof

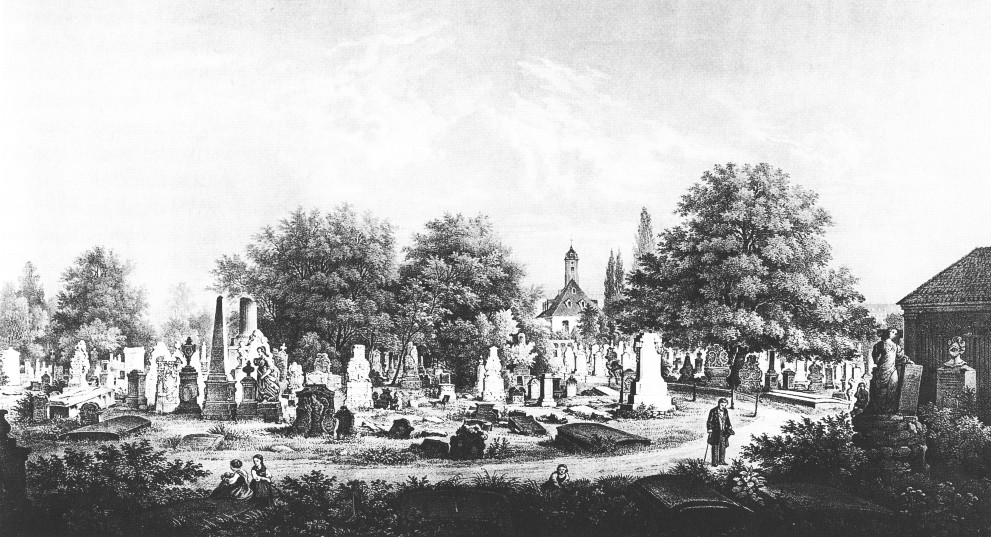
Carl Wilhelm Arldt: O antigo Johanniskirchhof antes de sua secularização 1858

O primeiro Johannisfriedhof foi instalado em 1571 ante a Pirnaisches Tor e denominado Johanniskirchhof da Johanniskirche (Dresden), depois que os cemitérios da Frauenkirchhof e da St.-Bartholomäus-Kirche no Bartholomäus-Hospital tornaram-se pequenos para sua função. Ampliações ocorreram em 1633 e 1680, quando diversas vítimas da peste encontraram seu último local de repouso. Em 1721 ocorreu nova ampliação, tendo o cemitério então aproximadamente 3000 sepulturas, dentre as quais as sepulturas de Johann Melchior Dinglinger, George Bähr, Gottfried Silbermann, Anton Graff e Johann Christoph Knöffel. Em 1814 o cemitério foi fechado e deteriorou-se nas décadas seguintes, até que a cidade decidiu por sua secularização em 1854. Até 1858 o cemitério foi desfeito, e algumas de suas sepulturas foram transferidas para o Trinitatisfriedhof e o Eliasfriedhof. Os restos mortais de George Bähr foram conduzidos para as catacumbas da Frauenkirche, onde estão até a atualidade. Os restos mortais do pintor Johann Eleazar Zeissig foram conduzidos para o cemitério de sua cidade natal Großschönau juntamente com a coluna de sua sepultura. No local do primeiro Johannisfriedhof e da Johanniskirche, demolida em 1860, localiza-se hoje a Lingnerallee.

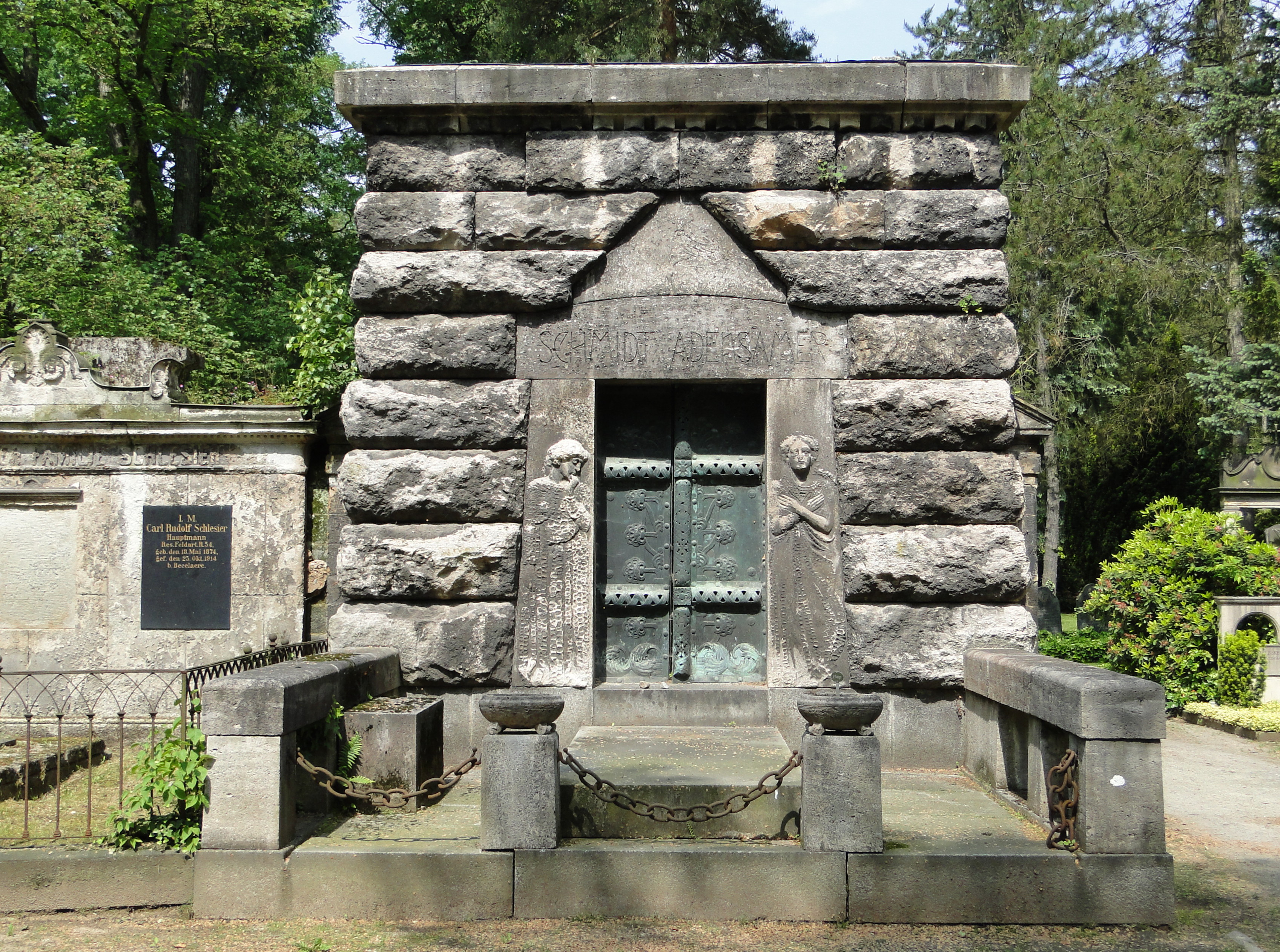
Sepultura de Schmidt Adensamer por Arwed Roßbach e Max Klinger

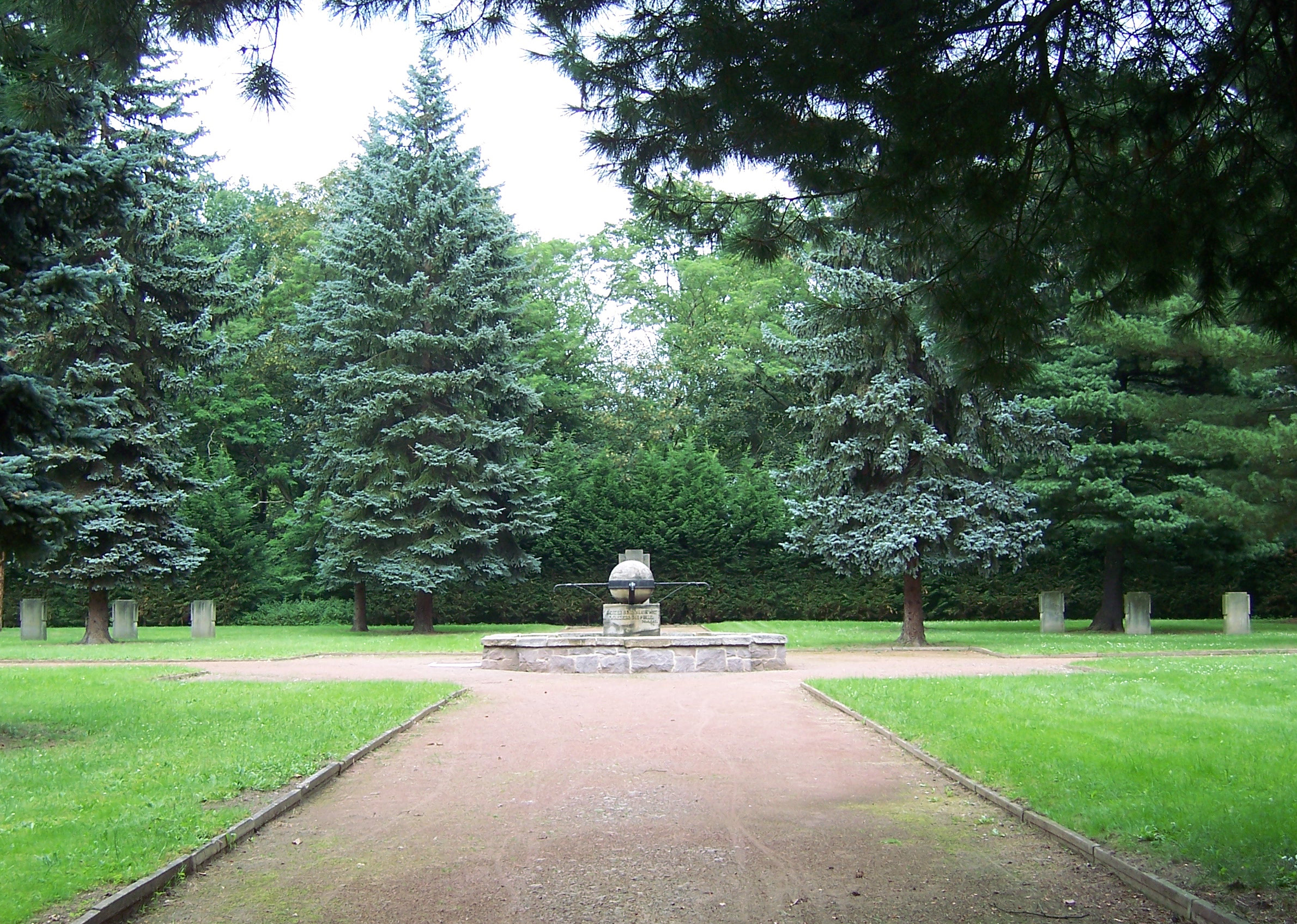
Monumento comemorativo aos mortos nos ataques aéreos sobre Dresden

## Personalidades

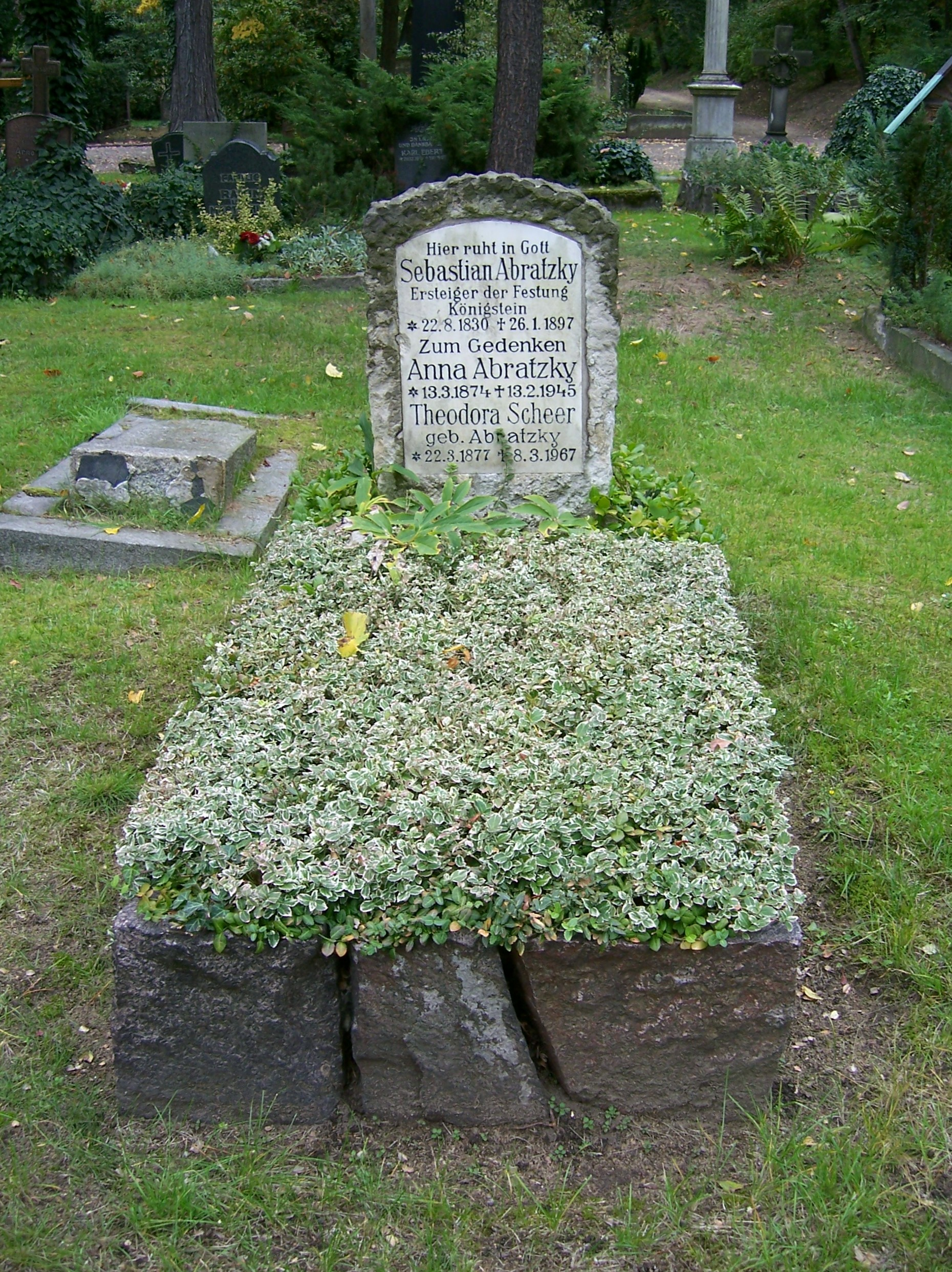
Sepultura de Sebastian Abratzky

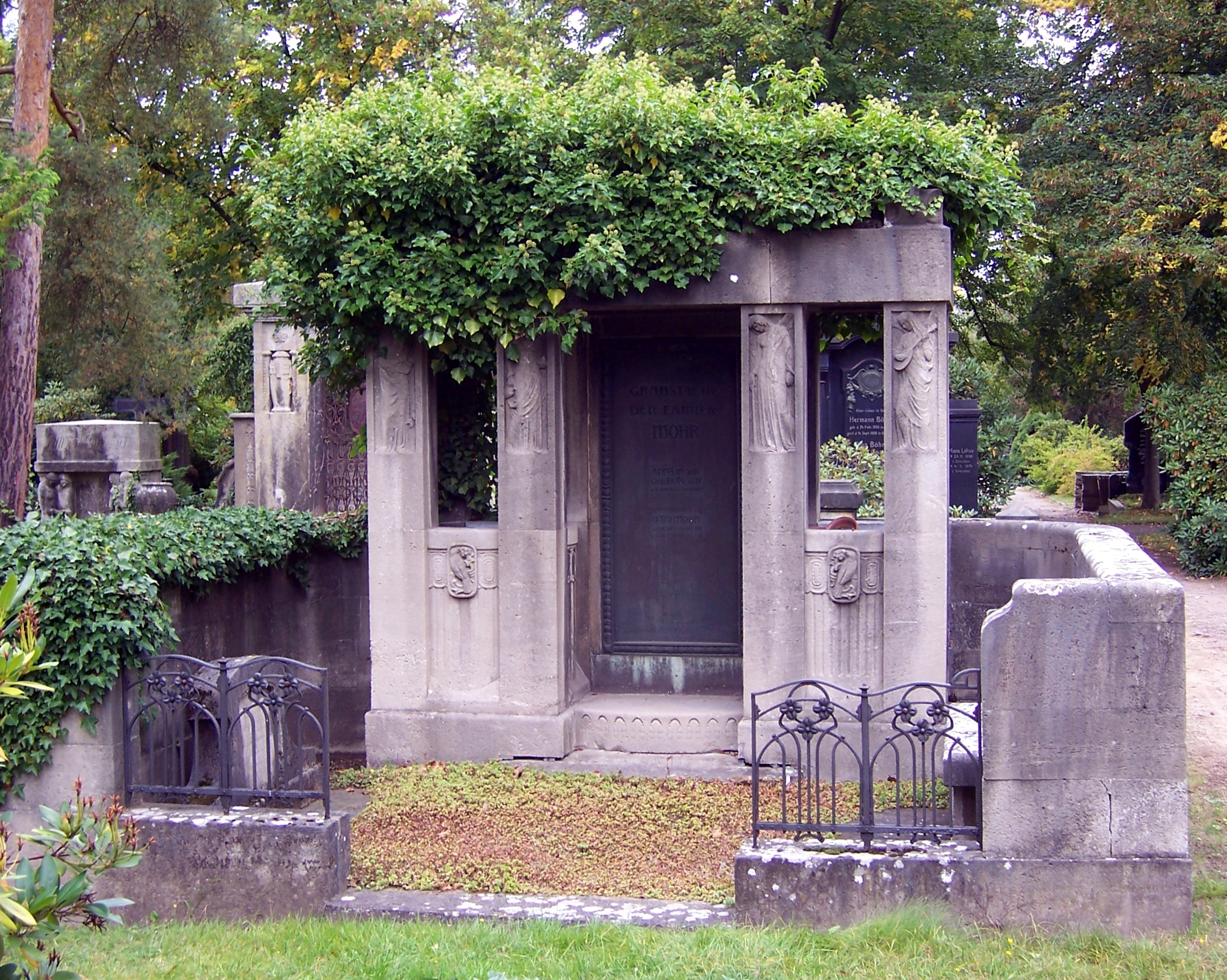
Sepultura de Otto Mohr

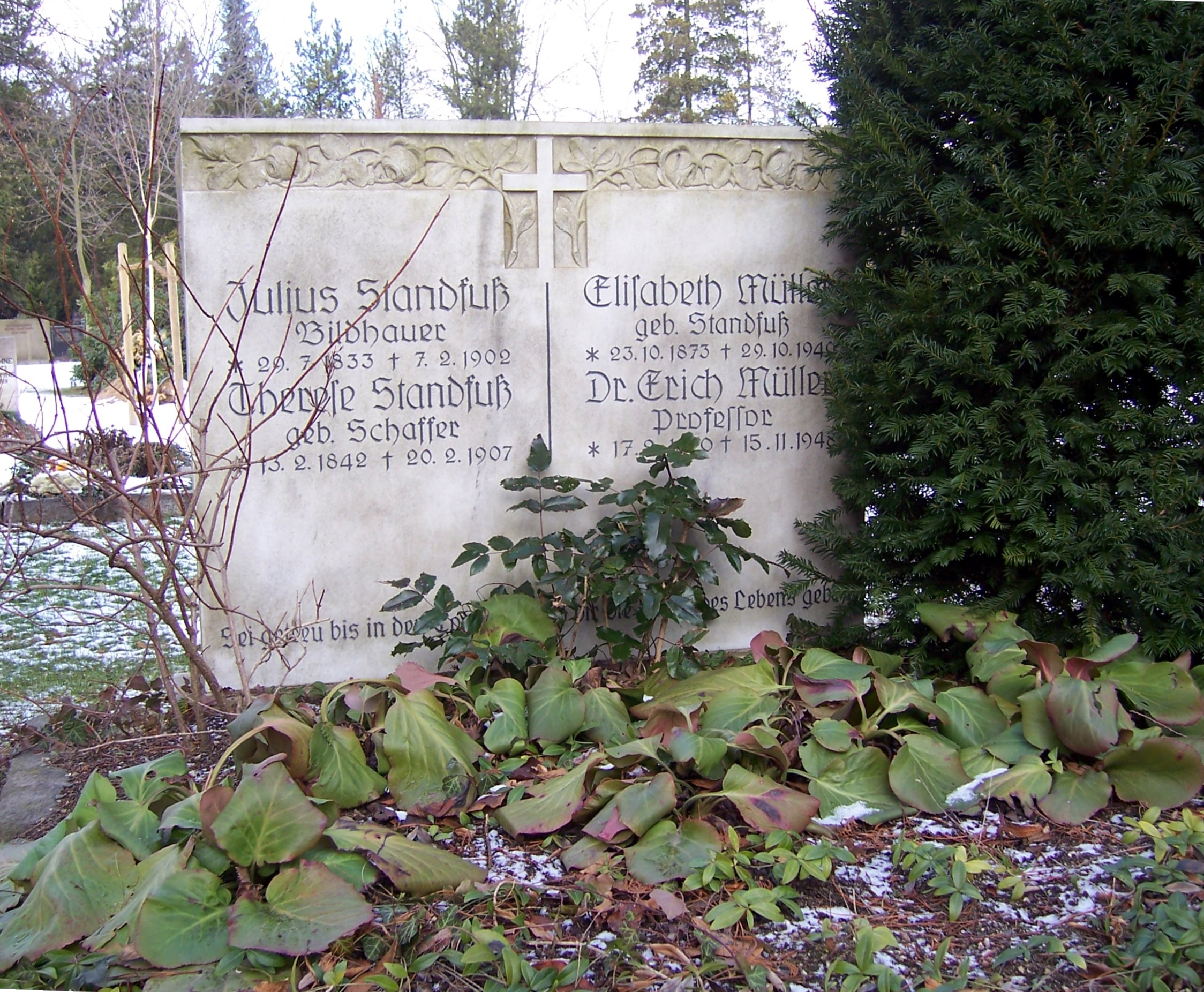
Sepultura de Erich Müller

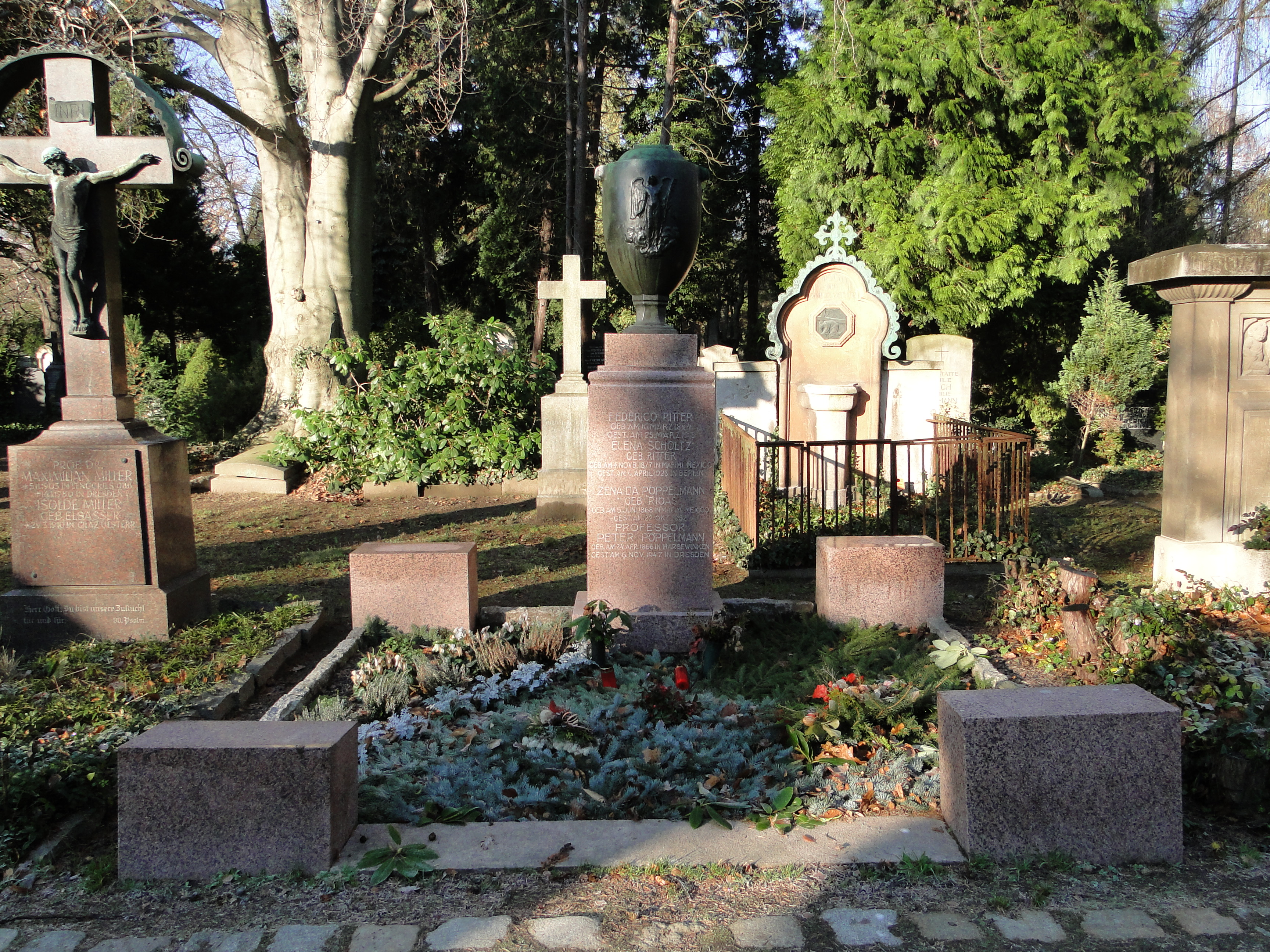
Sepultura de Peter Pöppelmann

- Sebastian Abratzky, limpador de chaminés, primeiro a escalar a Fortaleza de Königstein
- Hartmuth Baldamus, piloto de guerra
- Charlotte Basté, atriz
- Alwin Bauer, empresário e membro do parlamento
- Theodor Heinrich Bäumer, escultor
- Grete Beier, última mulher oficialmente executada na Saxônia
- Ewald Bellingrath, construtor de navios
- Otto Beutler, ex-prefeito de Dresden
- Bernhard Blüher, ex-prefeito de Dresden
- Franz Curti, compositor
- Eugen Dieterich, químico e farmacêutico
- Wolfgang Donsbach, cientista das comunicações
- Heinrich Epler, escultor
- Hubert Georg Ermisch, arquiteto
- Arnold Gaedeke, historiador
- Georg Gröne, escultor
- Cornelia Gurlitt, pintora
- Cornelius Gurlitt, historiador da arte e restaurador de monumentos
- Eberhard Hempel, historiador da arte
- Kraft zu Hohenlohe-Ingelfingen, militar e escritor
- Hermann Ilgen, farmacêutico e empresário, mecenas de esportes e arte
- Alfred Jante, engenheiro mecânico
- Georg Anton Jasmatzi, fabricante de cigarros greco-alemão
- Emil Jungmann, filólogo e pedagogo
- Hugo Richard Jüngst, regente de coral e compositor
- Arno Kiesling, arquiteto
- Hermann Klette, engenheiro civil
- Paul Koettig, delegado de polícia de Dresden
- Martin Krause, matemático
- Ernst Wolfgang Lewicki, engenheiro civil
- Leonidas Lewicki, engenheiro mecânico
- Ernst von Meyer, químico
- Christian Otto Mohr, engenheiro
- Alfons Mühlhofer, ator
- Erich Müller, químico
- Felix Martin Oberländer, fundador da urologia moderna
- Wilhelm Pfotenhauer, ex-prefeito de Dresden
- Eva von der Osten, cantora
- Vali von der Osten, cantora
- Peter Pöppelmann, escultor
- Max Georg Poscharsky, arquiteto
- Friedrich Preller der Jüngere, pintor
- Ottomar Reichelt, arquiteto
- Hans Richter, arquiteto (sepultura não preservada)
- Hermann August Richter, arquiteto
- Otto Richter, músico de igreja
- Georg Rudorf, diretor de escola agrícola
- Karl Emil Scherz, arquiteto e cronista local
- Fritz Schettler, editor de jornal (cruz em memória)
- Walther Schieck, político
- Rudolf Schilling, arquiteto
- Georg von Schlieben, adido militar do Reino da Saxônia
- Gertrud von Schlieben, escritora
- Georg Aloys Schmitt, compositor
- Richard Ludwig Schneider (1857–1912), diretor da Escola de Música de Dresden
- Woldemar von Seidlitz, historiador da arte
- Margarethe Siems, cantora de ópera
- August Toepler, químico, inventor da máquina de Toepler
- Johannes Werther, dermatologista
- Erich Wulffen, criminologista
- Robert Wuttke, cientista social
- Ferdinand Zunker, especialista em gestão de recursos hídricos